# مايك جاكسون (كاتب أغاني)
مايك جاكسون (بالإنجليزية: Mike Jackson) هو كاتب أغاني أسترالي، ولد في 23 نوفمبر 1946 في Fishtoft ‏ في المملكة المتحدة.

## وصلات خارجية
- مايك جاكسون على موقع IMDb (الإنجليزية)
- مايك جاكسون على موقع ميوزك برينز (الإنجليزية)
- مايك جاكسون على موقع أول ميوزيك (الإنجليزية)
- مايك جاكسون على موقع أول ميوزيك (الإنجليزية)
- مايك جاكسون على موقع ديسكوغز (الإنجليزية)